# 拉塞尔·西蒙
拉塞尔·西蒙（英語：Russell Simon，1949年10月17日—），澳大利亚男子篮球运动员。他曾随国家队参加了1976年夏季奥林匹克运动会男子篮球比赛，最终获得第八名。